# St-Jean-Baptiste (Heiligenstein)

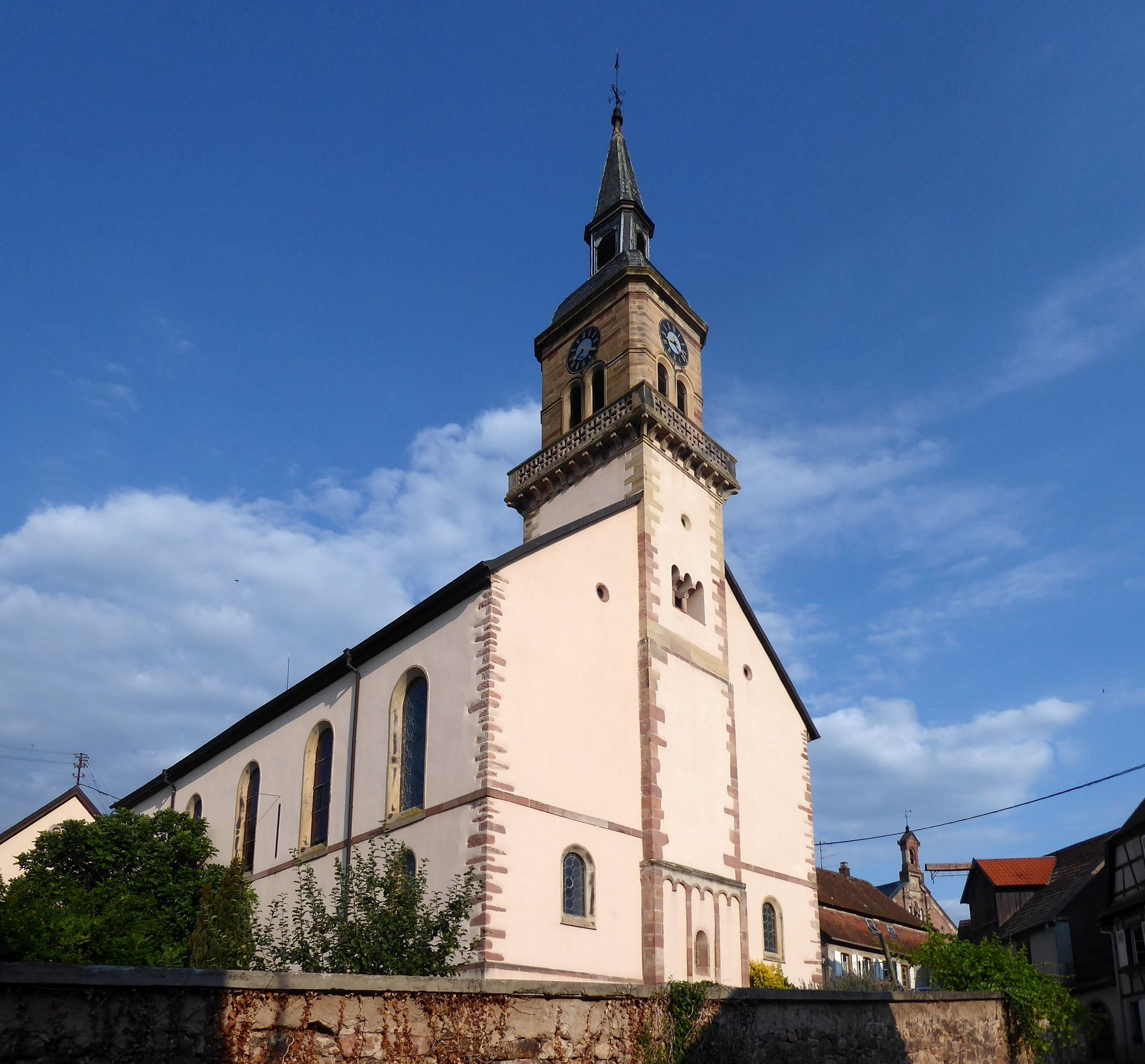
Kirche St-Jean-Baptiste, Blick zum romanischen Chorturm

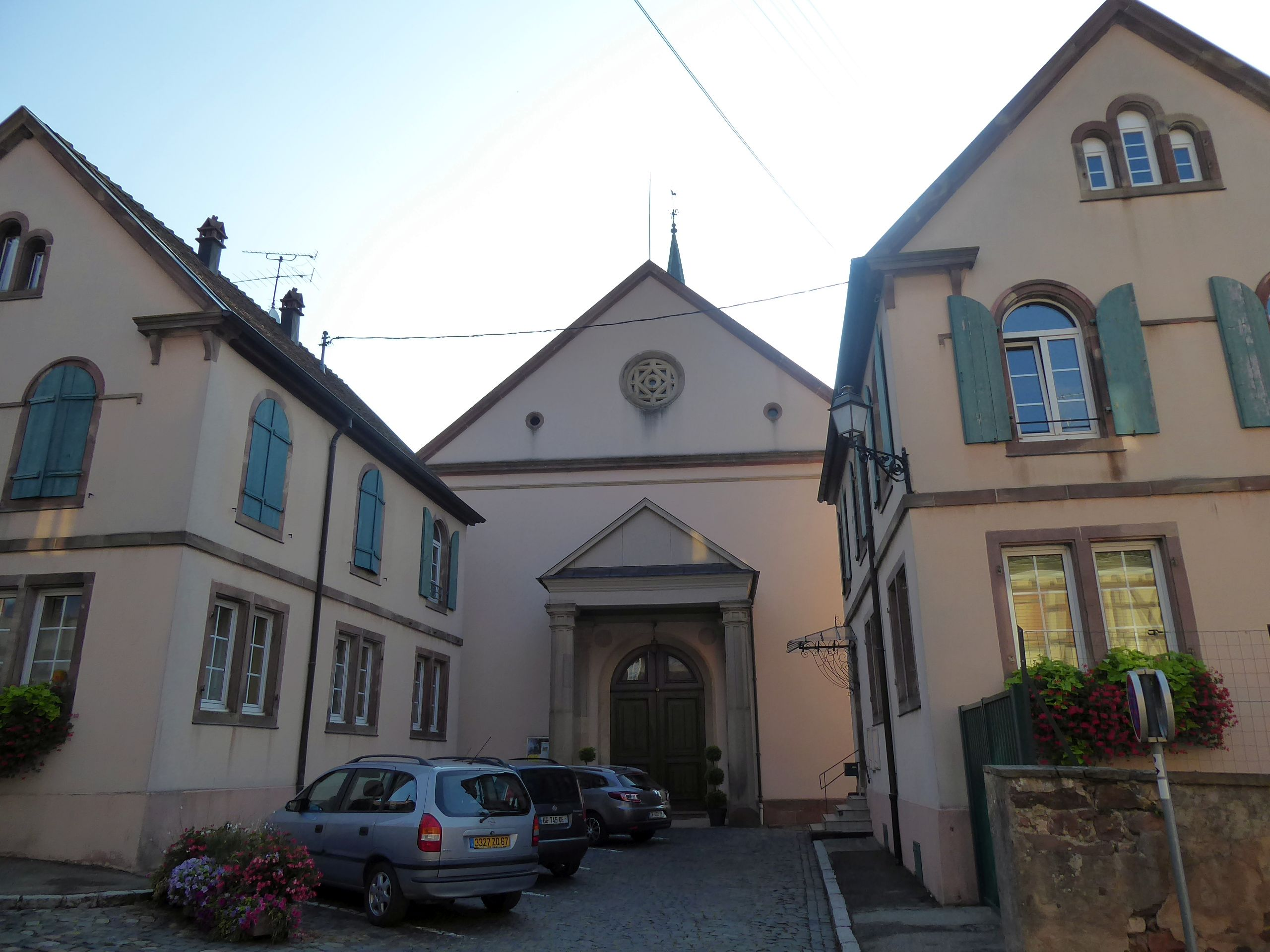
Westfassade

St-Jean-Baptiste ist eine Kirche der lutherischen Protestantischen Kirche Augsburgischen Bekenntnisses von Elsass und Lothringen in Heiligenstein (Département Bas-Rhin) in Frankreich. Die Kirche ist seit 1973 eingetragen im Verzeichnis des kulturellen Erbes in Frankreich.

## Geschichte
Ältestes Bauteil der Kirche ist der romanische Chorturm aus dem 12. Jahrhundert. 1554 wurde an der Kirche die Reformation eingeführt. 1688 wurde auf Anordnung der französischen Regierung ein Simultaneum von Lutheranern und Katholiken eingerichtet. Noch heute dient die Kapelle im Chorturm dem römisch-katholischen Gottesdienst.
1852–54 wurde nach Plänen von Antoine Ringeisen das Kirchenschiff unter Beibehaltung des mittelalterlichen Turmes neu errichtet, der erhöht und in das Bauwerk einbezogen wurde. Die Ostseite des Chorturms ragt nur geringfügig über die Außenseiten des Saalbaus hinaus und ist somit bis auf diese Seite vollständig eingebaut. Die Kirche erhielt 1944 einen Bombentreffer und wurde 1946 und 1998 restauriert.